# کارلوس ساراته فرناندز
کارلوس ساراته فرناندز (اسپانیایی: Carlos Zárate Fernández‎؛ زادهٔ ۱۹ ژوئیهٔ ۱۹۸۰) دوچرخه‌سوار اهل اسپانیا است.